# 조경 계획
조경 계획(landscape planning)은 조경건축의 한 분야이다. 에르브 주베(Erv Zube, 1931-2002)에 따르면 조경 계획은 자연 과정과 중요한 문화 및 천연 자원을 보호하면서 경쟁적인 토지 이용 사이에서 조경 개발과 관련된 활동으로 정의된다. 프레더릭 로 옴스테드가 설계한 유형의 공원 시스템과 녹지는 조경 계획의 주요 예이다. 조경 디자이너는 건축 작업을 의뢰하려는 고객을 위해 일하는 경향이 있다. 조경 계획자는 설계 프로젝트를 제한하는 프로젝트 특성뿐만 아니라 광범위한 문제를 분석한다.
조경 계획가는 지리적 범위가 넓거나 토지 이용이나 고객이 많거나 장기간에 걸쳐 구현되는 프로젝트에 참여할 수 있다. 예를 들어, 계획되지 않은 광물 추출로 인한 피해는 경관 계획에 대한 대중의 요구가 제기된 초기 이유 중 하나였다.

## 같이 보기
- 조경
- 경관생태학
- 랜드스케이프 어바니즘
- 환경 영향 평가
- 도시설계
- 생태도시